# Maccabi Tel Aviv
Il Maccabi Tel Aviv è una società polisportiva di Tel Aviv, in Israele. Fondata nel 1906, è una delle maggiori polisportive dello stato, e fa parte dell'organizzazione mondiale Maccabi. La polisportiva comprende sezioni di vari sport: calcio, pallacanestro, pallavolo, Jūdō, nuoto e pallamano.

## Squadre
- Maccabi Tel Aviv B.C., squadra di pallacanestro
- Maccabi Tel Aviv F.C., squadra di calcio
- Maccabi Tel Aviv V.C., squadra di pallavolo maschile